# República da Bósnia e Herzegovina
A República da Bósnia e Herzegovina (em servo-croata: Republika Bosna i Hercegovina / Република Босна и Херцеговина, RBiH) foi um estado nos Bálcãs, que existiu de 1992 a 1995. É o predecessor legal direto do estado moderno da Bósnia e Herzegovina. 
A Bósnia e Herzegovina se separou da desintegrada República Socialista Federativa da Iugoslávia em 3 de março de 1992. A Guerra da Bósnia começou logo após sua Declaração de Independência e durou 3 anos. Líderes de duas das três principais etnias da Bósnia e Herzegovina, nomeadamente os sérvios e os croatas, estabeleceram separadamente os seus quase-estados separatistas da República Srpska e da República Croata da Herzeg-Bósnia, respectivamente, que não foram reconhecidos pelo Estado bósnio e pelos governos internacionais.  Informalmente, esses eventos foram considerados como evidência de que a República da Bósnia e Herzegovina representava principalmente sua população bosníaca (principalmente muçulmana), embora formalmente, a presidência e o governo da república ainda fossem compostos por sérvios e croatas, juntamente com bosníacos.   
No entanto, no Acordo de Washington de 1994, os bosníacos foram unidos pela Herzeg-Bósnia, em apoio à República pela formação da Federação da Bósnia e Herzegovina, uma entidade conjunta subestatal. Em 1995, os Acordos de Paz de Dayton uniram a Federação da Bósnia e Herzegovina com a entidade sérvia, Republika Srpska, a partir desse ponto reconhecida formalmente como uma entidade política subestatal sem direito de secessão, no estado da Bósnia e Herzegovina.   
O prefixo República foi removido após a assinatura conjunta do Anexo 4 do Acordo de Dayton, contendo a constituição da Bósnia e Herzegovina, em 14 de dezembro de 1995.

## História

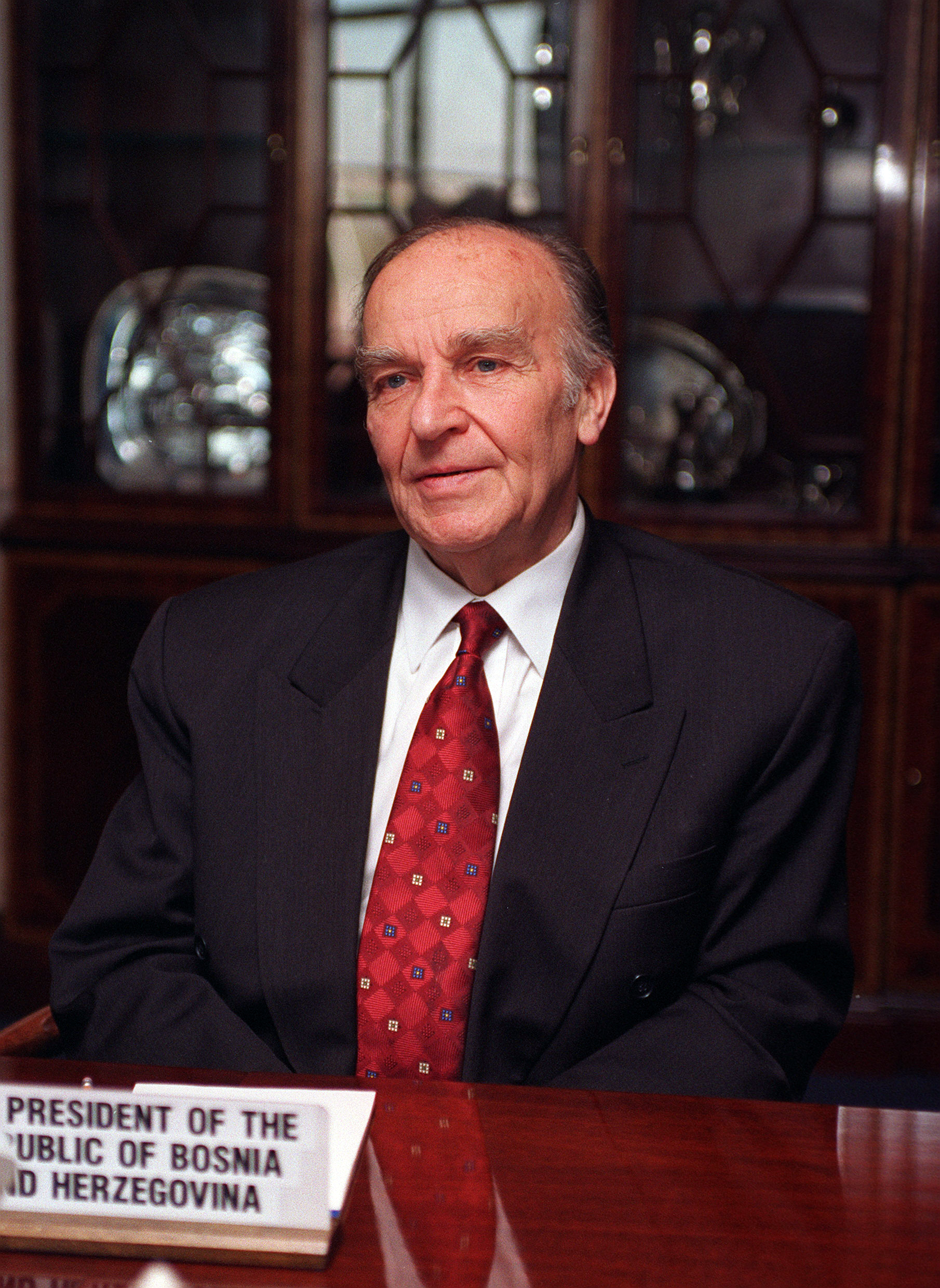
Alija Izetbegović, o primeiro Presidente da Presidência da Bósnia e Herzegovina durante uma visita aos Estados Unidos em 1997.

As eleições gerais da Bósnia de 1990 levaram a uma assembleia nacional dominada por três partidos étnicos, que formaram uma coalizão para expulsar os comunistas do poder. As declarações de independência subsequentes da Croácia e da Eslovênia e a guerra que se seguiu colocaram a Bósnia e Herzegovina e seus três povos constituintes em uma posição incômoda. Logo surgiu uma divisão significativa sobre a questão de permanecer na federação iugoslava, amplamente favorecida pelos sérvios, ou buscar a independência, mais favorecida pelos bósnios e croatas. Uma declaração de soberania em outubro de 1991 foi seguida por um referendo de independência da Iugoslávia em fevereiro e março de 1992. O referendo foi boicotado pela grande maioria dos sérvios da Bósnia, pelo que, com uma participação eleitoral de 64%, 99% dos quais votaram a favor da proposta, a Bósnia e Herzegovina tornou-se um estado soberano. 
Enquanto a primeira baixa da guerra é debatida, ofensivas sérvias significativas começaram em março de 1992 no leste e norte da Bósnia. Após um período tenso de escalada de tensões e de incidentes militares esporádicos, a guerra aberta começou em Sarajevo a 6 de Abril. 
O reconhecimento internacional da Bósnia e Herzegovina significou que o Exército Popular Iugoslavo (JNA) se retirou oficialmente do território da república, embora seus membros sérvios da Bósnia tenham apenas se juntado ao Exército da República Srpska. Armados e equipados a partir dos arsenais do JNA na Bósnia, apoiados por voluntários, as ofensivas da República Sérvia em 1992 conseguiram colocar grande parte do país sob seu controle.  Em 1993, quando a Guerra Croata-Bósnia eclodiu entre o governo de Sarajevo e a República Croata da Herzeg-Bósnia, cerca de 70% do país era controlado pelos sérvios. 
Em 1993, as autoridades de Sarajevo adoptaram uma nova lei linguística (Službeni list Republike Bosne i Hercegovine, 18/93): "Na República da Bósnia e Herzegovina, é oficialmente utilizada a língua literária padrão ijekaviana das três nações constituintes, designada por um dos três termos: bósnio, sérvio, croata." 
Em março de 1994, a assinatura dos acordos de Washington entre os líderes bósnios e croatas étnicos levou à criação de uma Federação Bósnia-Croata conjunta da Bósnia e Herzegovina. Isto, juntamente com a indignação internacional pelos crimes de guerra e atrocidades cometidos pelos sérvios, nomeadamente o genocídio de Srebrenica, que matou mais de 8.000 pessoas em Julho de 1995,  ajudou a inverter o rumo da guerra. A assinatura do Acordo de Dayton em Paris por Alija Izetbegović, Franjo Tuđman e Slobodan Milošević pôs fim aos combates, estabelecendo aproximadamente a estrutura básica do estado atual. Os três anos de guerra e derramamento de sangue deixaram entre 95.000 e 100.000 mortos (na sua maioria bósnios) e mais de 2 milhões de deslocados. 

## Demografia
A Bósnia e Herzegovina tinha mais variedade demográfica do que a maioria dos outros países europeus. De acordo com o censo de 1991, a Bósnia e Herzegovina tinha 4.364.649 habitantes. As quatro maiores nacionalidades nomeadas foram os bosníacos (1.905.274 habitantes, ou 43,65%), sérvios (1.369.883 habitantes, ou 31,39%), croatas (755.883 habitantes, ou 17,32%) e iugoslavos (239.857 habitantes, ou 5,5%). 

## Passaportes
Em outubro de 1992, um número limitado de passaportes da República da Bósnia e Herzegovina foi impresso e colocado à disposição dos seus cidadãos.  O documento permitia que os portadores entrassem e saíssem legalmente do país recém-formado, assim como de outras nações para onde viajavam.
Os documentos oficiais e passaportes da República foram válidos até o final de 1997, quando a implementação do Acordo de Dayton deu início ao atual estado da Bósnia e Herzegovina. Os passaportes da RBiH foram substituídos pelo passaporte da Bósnia e Herzegovina e pela carteira de identidade da Bósnia e Herzegovina.

## Sistema educacional

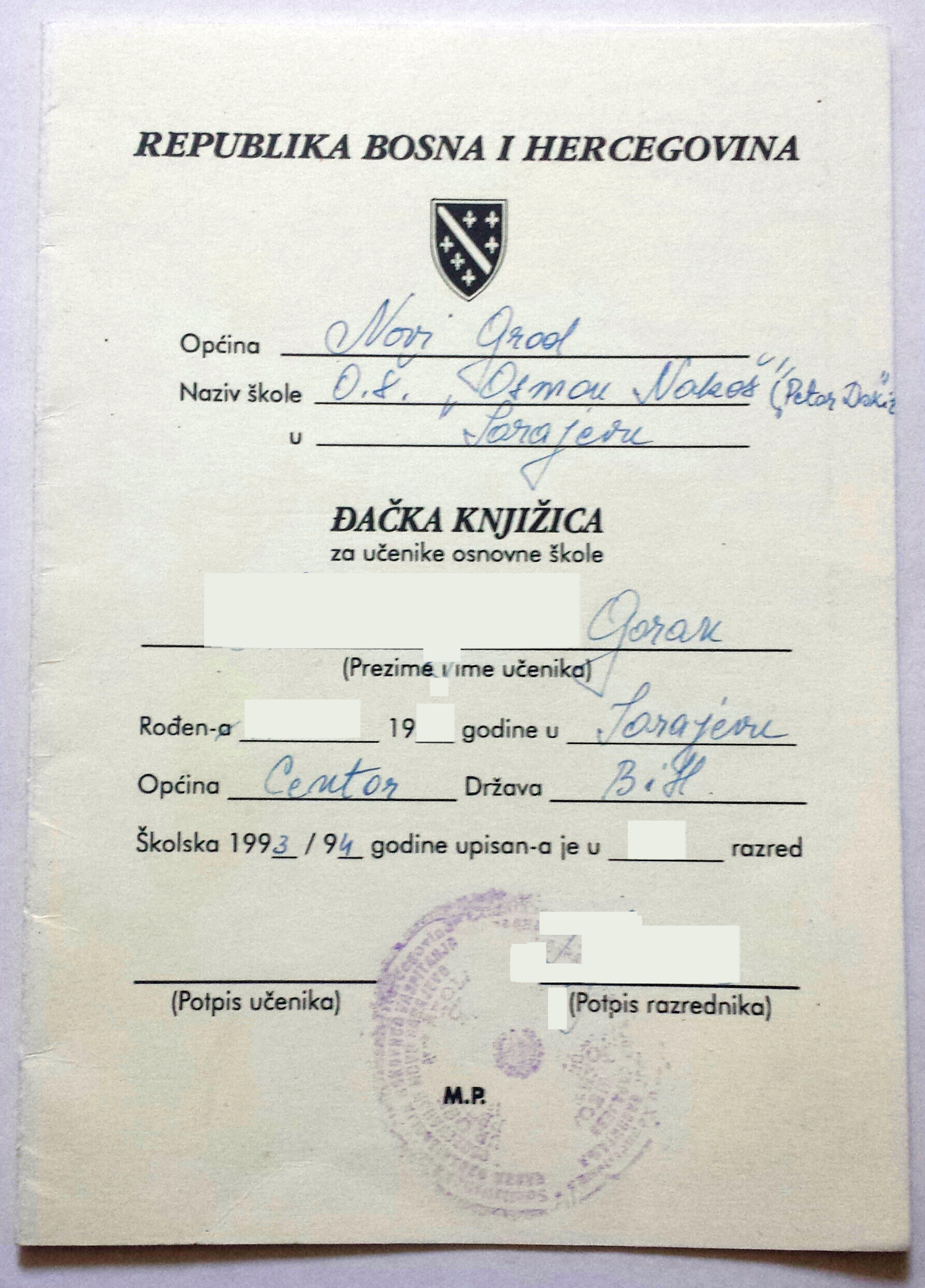
Boletim escolar de um aluno do ensino fundamental em tempos de guerra.

Durante a Guerra da Bósnia, a educação continuou principalmente nas grandes cidades. Na sitiada Sarajevo, as escolas funcionavam em salas de aula dispersas em caves, em bairros da capital, sob a ameaça constante de armas e morteiros inimigos.  Dependendo da região do país, o corpo docente precisava se adaptar às circunstâncias da guerra, e as salas de aula geralmente eram realizadas em casas e corredores. Em alguns lugares, os prédios escolares foram transformados em campos de refugiados, hospitais ou quartéis militares.
No ano letivo de 1992-1993, as disciplinas e o currículo estavam intimamente ligados aos do período da República Socialista da Bósnia e Herzegovina. No entanto, a educação durante a guerra teve muitas deficiências, como uma infraestrutura instável, falta de professores e uma grave falta de livros didáticos. 
Os nomes de muitas escolas em Sarajevo foram alterados durante o período da RBiH e permanecem assim na atual Bósnia. A ideologia da Iugoslávia socialista e as conquistas da Luta de Libertação Nacional alteraram muitos nomes de escolas, especialmente aquelas que levavam nomes de figuras históricas predominantemente não bosníacas. Apenas 3 das cerca de sessenta escolas da capital foram alteradas. 

## Exército

Emblema do Exército da República da Bósnia e Herzegovina.

O Exército da República da Bósnia e Herzegovina (ARBiH) foram as forças armadas da República da Bósnia e Herzegovina durante a guerra na Bósnia e Herzegovina. A ARBiH foi criada em 15 de abril de 1992, e a maior parte da estrutura foi transferida da antiga Defesa Territorial da Bósnia e Herzegovina. O Exército após o Acordo de Dayton foi definido como o componente bósnio do Exército da Federação da Bósnia e Herzegovina e, após as reformas de defesa, foi transformado nos rangers bósnios, uma das três brigadas das Forças Armadas da Bósnia e Herzegovina.

## Moeda
Após a introdução do dinar bósnio e a substituição do dinar iugoslavo, o dinar bósnio passou a circular na maior parte do território controlado pelo Exército da República da Bósnia e Herzegovina. As áreas sob controle croata usavam o dinar croata e também a kuna, e no território da Bósnia e Herzegovina mantido pelas forças sérvias, proclamada Republika Srpska, o dinar também foi introduzido como meio de pagamento. Logo após a introdução do dinar, o marco alemão foi preferido como novo meio de pagamento na República da Bielorrússia, dominada por bósnios e croatas. Na atual Bósnia e Herzegovina, a moeda é o marco conversível, que substituiu o dinar e o marco alemão, mas muitas lojas e postos de gasolina aceitam o euro como moeda na prática. 

## Serviço postal e filatelia
O país produziu seus primeiros selos desde a independência em 1993 sob o comando do governo de Sarajevo e começou a inscrevê-los como Republika Bosna i Hercegovina .  Antes de 1993, a recém-formada República da Bósnia e Herzegovina usava selos da República Federal da Iugoslávia, sobreimpressos com a imagem da Soberana Bósnia e Herzegovina na frente do selo. Territórios que não estavam sob controle governamental, como a Herzegovina-Bósnia  e aRepública Sérvia  emitiram selos próprios.

## Esportes
Algumas conquistas esportivas proeminentes da República da Bósnia e Herzegovina (1992–1997):
1992
Mirjana Horvat terminou em 8º lugar na final das Olimpíadas de Verão de 1992 – disciplina de tiro com carabina de ar 10 metros feminino. A RBiH fez sua estreia nas Olimpíadas durante os Jogos Olímpicos de Verão de 1992. 
1993
- A seleção feminina de basquete da República da Bósnia e Herzegovina ganhou uma medalha de ouro nos Jogos do Mediterrâneo de 1993.
- Ivan Sokolov representando a RBiH venceu o campeonato de xadrez Vidmar Memorial em 1993.
- A seleção nacional de basquete da República da Bósnia e Herzegovina terminou em 8º lugar no EuroBasket 1993. Sabahudin Bilalović foi o artilheiro do torneio com média de 25 (24,6) pontos por jogo.

1994
- ŠK Bosna venceu a Taça Europeia de Clubes de Xadrez.
- Predrag Nikolić representando a RBiH venceu o Tata Steel Chess Tournament de 1994.
- O time de xadrez da República da Bósnia conquistou o 2º lugar (medalha de prata) na 31ª Olimpíada de Xadrez.
- Atletas da RBiH participaram das Olimpíadas de Inverno de 1994.

1995
Ivan Sokolov representando a RBiH venceu o Campeonato Holandês de Xadrez de 1995.
1996
- Atletas da RBiH participaram das Olimpíadas de Verão de 1996.
- Em 6 de novembro de 1996, a seleção nacional de futebol da República da Bósnia e Herzegovina derrotou a seleção italiana, que na época era a quinta [26] nação mais forte do mundo e vice-campeã da Copa do Mundo da FIFA de 1994, por 2 a 1 em Sarajevo. No processo, a RBiH registrou sua primeira vitória internacional reconhecida pela FIFA.

1997
Em 20 de agosto de 1997, a seleção nacional de futebol da República da Bósnia e Herzegovina derrotou a então 3ª  nação mais bem classificada do mundo, a Dinamarca, por 3 a 0 em Sarajevo.